# Emilie Francati
Emilie Francati (* 24. Juni 1997 in Gentofte) ist eine dänische Tennisspielerin.

## Karriere
Francati, die im Alter von acht Jahren mit dem Tennisspielen begann, bevorzugt laut ITF-Profil Hartplätze. Sie spielt vor allem Turniere auf dem ITF Women’s Circuit, wo sie bislang einen Titel im Einzel und elf im Doppel gewinnen konnte.
Als Juniorin stand sie 2011 im Finale der ITF Sweden Junior Open, gewann 2012 und 2013 weitere Titel auf der ITF-Juniors-Tour. 2014 trat sie mit ihrer Partnerin Tereza Mihalíková bei den Australian Open im Juniorinnendoppel an, schieden aber bereits in der ersten Runde aus. 2015 trat sie wiederum bei den Australian Open an, wo sie im Einzel bei den Juniorinnen bereits in der ersten Runde ausschied, im Doppel hingegen mit ihrer britischen Partnerin Emily Arbuthnott das Halbfinale erreichen konnte. Im selben Jahr trat sie noch beim Juniorinneneinzel der US Open an, schied dort aber wie bereits im Einzelwettbewerb der Australian Open bereits in der ersten Runde aus.
Im August 2014 spielte sie ihr erstes ITF-Turnier in Kopenhagen. Für das Einzel erhielt sie eine Wildcard für das Hauptfeld, schied aber bereits in der ersten Runde aus. Im Doppel hingegen erreichte sie bei ihrem Debüt auf der ITF-Tour mit ihrer Doppelpartnerin Maria Jespersen das Finale, welches das Doppelpaar aber dann mit 4:6 und 1:6 verlor.
Im November 2015 gewann Francati beim mit 10.000 US-Dollar dotierten Turnier in Stockholm als Qualifikantin ihren ersten und bislang einzigen Einzeltitel. Im Finale besiegte sie die Norwegerin Melanie Stokke mit 6:4, 3:6, 7:64.
Seit 2015 spielt sie im Fed Cup für die dänische Fed-Cup-Mannschaft, wo sie bislang in 21 Begegnungen 17 Siege erreichte, davon sechs im Einzel und 11 im Doppel.
Ihr letztes Profiturnier spielte Francati im Juli 2018 in Båstad, seit Juni 2019 wird sie nicht mehr in den Weltranglisten geführt.

## Turniersiege

### Einzel
| Nr. | Datum            | Turnier   | Belag             | Kategorie   | Finalgegnerin  | Ergebnis       |
| --- | ---------------- | --------- | ----------------- | ----------- | -------------- | -------------- |
| 1.  | 1. November 2015 | Stockholm | Hartplatz (Halle) | ITF $10.000 | Melanie Stokke | 6:4, 3:6, 7:64 |

### Doppel
| Nr. | Datum            | Turnier             | Belag             | Kategorie   | Partnerin        | Finalgegnerinnen                      | Ergebnis           |
| --- | ---------------- | ------------------- | ----------------- | ----------- | ---------------- | ------------------------------------- | ------------------ |
| 1.  | 14. Februar 2016 | Sunderland          | Hartplatz (Halle) | ITF $10.000 | Emily Arbuthnott | Manon Arcangioli Harriet Dart         | 6:3, 4:6, [10:5]   |
| 2.  | 14. Mai 2016     | Båstad              | Sand              | ITF $10.000 | Cornelia Lister  | Astrid Wanja Brune Olsen Malene Helgo | 6:2, 6:2           |
| 3.  | 21. Mai 2016     | Båstad              | Sand              | ITF $10.000 | Cornelia Lister  | Irina Maria Bara Melanie Stokke       | 6:2, 6:4           |
| 4.  | 21. Mai 2017     | Antalya             | Sand              | ITF $15.000 | Dasha Ivanova    | Mariana Dražić Arina Folts            | 6:2, 6:4           |
| 5.  | 6. August 2017   | Porto               | Sand              | ITF $15.000 | Emily Arbuthnott | Gaia Sanesi Lucrezia Stefanini        | 6:4, 6:3           |
| 6.  | 22. Oktober 2017 | Scharm asch-Schaich | Hartplatz         | ITF $15.000 | Kanika Vaidya    | Caroline Ilowska Nastja Kolar         | 3:6, 7:5, [10:7]   |
| 7.  | 5. November 2017 | Scharm asch-Schaich | Hartplatz         | ITF $15.000 | Julia Wachaczyk  | Linnéa Malmqvist Naomi Totka          | 7:66, 6:75, [10:3] |
| 8.  | 3. März 2018     | Scharm asch-Schaich | Hartplatz         | ITF $15.000 | Britt Geukens    | Julija Hatouka Iryna Schymanowitsch   | 6:0, 6:3           |
| 9.  | 24. März 2018    | Iraklio             | Sand              | ITF $15.000 | Maria Jespersen  | Emily Appleton Mia Eklund             | 7:5, 4:6, [10:8]   |
| 10. | 31. März 2018    | Iraklio             | Sand              | ITF $15.000 | Maria Jespersen  | Michaela Boev Ioana Gaspar            | 6:3, 6:1           |
| 11. | 22. Juni 2018    | Ystad               | Sand              | ITF $25.000 | Emily Arbuthnott | Chen Pei-hsuan Wu Fang-hsien          | 6:2, 6:1           |